# Liste der Bodendenkmäler in Sankt Oswald-Riedlhütte
Auf dieser Seite sind die Bodendenkmäler in der niederbayerischen Gemeinde Sankt Oswald-Riedlhütte zusammengestellt. Diese Tabelle ist eine Teilliste der Liste der Bodendenkmäler in Bayern. Grundlage ist die Bayerische Denkmalliste, die auf Basis des Bayerischen Denkmalschutzgesetzes vom 1. Oktober 1973 erstmals erstellt wurde und seither durch das Bayerische Landesamt für Denkmalpflege geführt wird. Die folgenden Angaben ersetzen nicht die rechtsverbindliche Auskunft der Denkmalschutzbehörde.

## Bodendenkmäler der Gemeinde

### Bodendenkmäler in der Gemarkung Sankt Oswald
| Lage                                 | Objekt | Akten-Nr.     | Bild           |
| ------------------------------------ | --- | ------------- | -------------- |
| Sankt Oswald (Standort)              | Spätmittelalterlich-frühneuzeitliches Goldseifenhügelfeld. Siehe auch: mittelalterlich, neuzeit, Goldseife | D-2-7046-0001 |                |
| Sankt Oswald (Standort)              | Untertägige Befunde des Mittelalters und der frühen Neuzeit im Bereich der abgegangenen Glashütte Riedlhütte, auch Glashütte am Reichenberg. Siehe auch: Glashütte                                                                   | D-2-7046-0004 |                |
| Sankt Oswald (Standort)              | Untertägige Befunde der frühen Neuzeit im Bereich der abgegangenen Glashütte Guglöd. | D-2-7046-0005 |                |
| Sankt Oswald (Standort)              | Untertägige Befunde der frühen Neuzeit im Bereich der abgegangenen Neuriedlhütte am Feistenberg. | D-2-7046-0006 |                |
| Sankt Oswald (Standort)              | Spätmittelalterlich-frühneuzeitliches Goldseifenhügelfeld. | D-2-7046-0022 |                |
| Sankt Oswald Klosterallee (Standort) | Untertägige Befunde des Mittelalters und der frühen Neuzeit im Bereich der Katholischen Pfarrkirche St. Oswald sowie des ehemaligen Benediktinerklosters St. Oswald, darunter die Spuren von Vorgängerbauten bzw. älteren Bauphasen. | D-2-7146-0102 | weitere Bilder |